# Volley Bergamo 2013-2014
Questa voce raccoglie le informazioni riguardanti il Volley Bergamo nelle competizioni ufficiali della stagione 2013-2014.

## Stagione
La stagione 2013-14 è per il Volley Bergamo, sponsorizzato dalla Foppapedretti, la ventesima consecutiva in Serie A1: in panchina viene confermato il tecnico Stefano Lavarini, così come buona parte della rosa, tra cui Valentina Diouf, Jelena Blagojević, che diventa il nuovo capitano, Enrica Merlo e Kathleen Weiß; tra i nuovi arrivi spiccano la coppia di centrali Raphaela Folie e Federica Stufi, la palleggiatrice Lucie Smutná e le schiacciatrici Myriam Sylla e Sara Loda, quest'ultima arrivata a campionato in corso, mentre lasciano la squadra Chiara Di Iulio, Marina Zambelli e Blair Brown. 

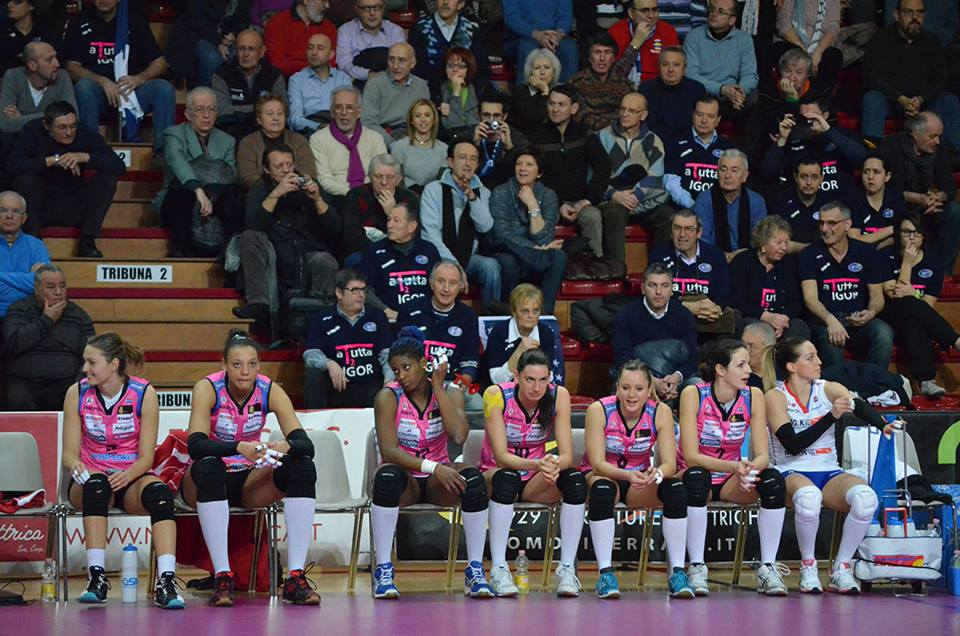
Il sestetto titolare in una partita

Il campionato si apre con tre vittorie consecutive, mentre la prima sconfitta arriva alla quarta giornata ad opera della Futura Volley Busto Arsizio: il resto del girone di andata vede la squadra orobica vincere altre quattro volte a fronte di soli due stop, che la portano al terzo posto in classifica, permettendo anche il ripescaggio in Coppa Italia. Il girone di ritorno inizia invece con due sconfitte e la prima vittoria si registra sull'IHF Volley, seguita poi da altri due successi: nelle ultime sei gare il Volley Bergamo perde due partite di fila, se ne aggiudica altre due e chiude la regular season sconfitta dalla Pallavolo Ornavasso; conserva quindi il terzo posto in classifica che permette l'accesso ai play-off scudetto. Nei quarti di finale la sfida è contro la squadra di Busto Arsizio, la quale vince sia gara 1 che gara 2 per 3-0 estromettendo la formazione di Bergamo dalla corsa al titolo di campione d'Italia.
Tutte le squadre partecipanti alla Serie A1 2013-14 sono qualificate alle Coppa Italia: negli ottavi di finale il Volley Bergamo viene sconfitto all'andata per 3-0 dall'AGIL Volley, ma vince con lo stesso risultato il ritorno, anche se poi perde il Golden set venendo eliminato; viene poi ripescato grazie al terzo in classifica al termine del girone di andata del campionato, come squadra miglior classificata ad essere stata eliminata dalla coppa: nei quarti di finale incontra nuovamente la squadra di Novara, che batte sia nella sfida di andata che in quella di ritorno ed accede alla Final Four di Villorba. In semifinale il successo sulla LJ Volley, permette alle orobiche di partecipare alla finale, dove sono sconfitte per 3-0 dal River Volley.
Nonostante nella stagione precedente il Volley Bergamo si fosse qualificato per la Coppa CEV, la società rinuncia alla partecipazione della competizione.

## Organigramma societario
Area direttiva
- Presidente: Luciano Bonetti
- Vicepresidente: Enrica Foppa Pedretti, Natale Forlani
- Direttore generale: Giovanni Panzetti

Area organizzativa
- Segreteria amministrativa: Francesca Sasselli
- Responsabile relazioni esterne: Andrea Veneziani

Area tecnica
- Allenatore: Stefano Lavarini
- Allenatore in seconda: Simone Angelini
- Scout man: Gianni Bonacina
- Video man: Andrea Biasioli
- Responsabile settore giovanile: Luigi Sana

Area comunicazione
- Ufficio stampa: Giorgia Marchesi
- Responsabile rapporto istituzioni: Patrizio Ginelli

Area marketing
- Responsabile ufficio marketing: Stefano Calvo

Area sanitaria
- Medico: Attilio Bernini, Fabrizio Caroli
- Preparatore atletico: Danilo Bramard
- Fisioterapista: Giuseppe Ferrenti
- Osteopata: Luca Gastoldi

## Rosa
| N° | Nome              | Ruolo | Data di nascita  | Nazionalità sportiva |
| -- | ----------------- | ----- | ---------------- | -------------------- |
| 1  | Sara Klisura      | S     | 15 luglio 1992   | Serbia               |
| 2  | Federica Stufi    | C     | 22 marzo 1988    | Italia               |
| 3  | Eleonora Bruno    | L     | 15 aprile 1994   | Italia               |
| 4  | Sara Loda         | S     | 22 agosto 1990   | Italia               |
| 6  | Kathleen Weiß     | P     | 2 febbraio 1984  | Germania             |
| 7  | Jelena Blagojević | S     | 1º dicembre 1988 | Serbia               |
| 8  | Enrica Merlo      | L     | 22 dicembre 1988 | Italia               |
| 9  | Laura Melandri    | C     | 31 gennaio 1995  | Italia               |
| 10 | Raphaela Folie    | C     | 7 marzo 1991     | Italia               |
| 13 | Valentina Diouf   | S/O   | 10 gennaio 1993  | Italia               |
| 16 | Lucie Smutná      | P     | 14 aprile 1991   | Rep. Ceca            |
| 17 | Myriam Sylla      | S     | 8 gennaio 1995   | Italia               |

## Mercato
| Acquisti | Acquisti       | Acquisti      | Acquisti   |
| R.       | Nome           | da            | Modalità   |
| -------- | -------------- | ------------- | ---------- |
| C        | Raphaela Folie | Villa Cortese | definitivo |
| S        | Sara Loda      | Ornavasso     | definitivo |
| C        | Laura Melandri | giovanili     | definitivo |
| P        | Lucie Smutná   | Köpenicker    | definitivo |
| C        | Federica Stufi | Forlì Bologna | definitivo |
| S        | Myriam Sylla   | Villa Cortese | definitivo |

| Cessioni | Cessioni          | Cessioni       | Cessioni   |
| R.       | Nome              | a              | Modalità   |
| -------- | ----------------- | -------------- | ---------- |
| P        | Martina Balboni   | Pro Victoria   | definitivo |
| S/O      | Blair Brown       | Évreux         | definitivo |
| S        | Alexis Crimes     | Lokomotiv Baku | definitivo |
| C        | Francesca Devetag | Villanterio    | definitivo |
| S        | Chiara Di Iulio   | Azəryol        | definitivo |
| C        | Marina Zambelli   | Le Cannet      | definitivo |

## Risultati

### Serie A1

#### Girone di andata
| 1ª giornata - 20 ottobre 2013 PalaNorda, Bergamo          | Bergamo       | 3 - 0 | AGIL                | 25-19, 25-21, 25-21              |
| 2ª giornata - 26 ottobre 2013 PalaFarina, Viadana         | Casalmaggiore | 1 - 3 | Bergamo             | 23-25, 25-22, 16-25, 23-25       |
| 3ª giornata - 31 ottobre 2013 PalaNorda, Bergamo          | Bergamo       | 3 - 0 | IHF                 | 25-20, 25-14, 25-16              |
| 4ª giornata - 24 novembre 2013 PalaYamamay, Busto Arsizio | Busto Arsizio | 3 - 0 | Bergamo             | 25-19, 25-23, 25-23              |
| 5ª giornata - 1º dicembre 2013 PalaNorda, Bergamo         | Bergamo       | 3 - 0 | Forlì               | 25-16, 25-17, 25-22              |
| 6ª giornata - 7 dicembre 2013 PalaNorda, Bergamo          | Bergamo       | 1 - 3 | River               | 23-25, 25-23, 23-25, 23-25       |
| 7ª giornata - 14 dicembre 2013 PalaVerde, Villorba        | Imoco         | 1 - 3 | Bergamo             | 24-26, 19-25, 25-22, 19-25       |
| 8ª giornata - 22 dicembre 2013 PalaNorda, Bergamo         | Bergamo       | 3 - 1 | Robur Tiboni Urbino | 25-15, 28-30, 25-23, 25-17       |
| 10ª giornata - 12 gennaio 2014 PalaPanini, Modena         | LJ            | 3 - 2 | Bergamo             | 21-25, 26-24, 22-25, 25-20, 15-6 |
| 11ª giornata - 19 gennaio 2014 PalaNorda, Bergamo         | Bergamo       | 3 - 0 | Ornavasso           | 29-27, 25-19, 25-20              |

#### Girone di ritorno
| 12ª giornata - 2 febbraio 2014 Sporting Palace, Novara            | AGIL                | 3 - 0 | Bergamo       | 25-21, 25-18, 25-22               |
| 13ª giornata - 8 febbraio 2014 PalaNorda, Bergamo                 | Bergamo             | 2 - 3 | Casalmaggiore | 25-13, 24-26, 18-25, 25-18, 10-15 |
| 14ª giornata - 15 febbraio 2014 Palazzetto dello Sport, Frosinone | IHF                 | 1 - 3 | Bergamo       | 18-25, 21-25, 25-23, 16-25        |
| 15ª giornata - 2 marzo 2014 PalaNorda, Bergamo                    | Bergamo             | 3 - 1 | Busto Arsizio | 25-21, 20-25, 25-18, 25-23        |
| 16ª giornata - 5 marzo 2014 PalaRomiti, Forlì                     | Forlì               | 1 - 3 | Bergamo       | 16-25, 25-23, 17-25, 23-25        |
| 17ª giornata - 9 marzo 2014 PalaBanca, Piacenza                   | River               | 3 - 1 | Bergamo       | 25-19, 23-25, 25-21, 27-25        |
| 18ª giornata - 16 marzo 2014 PalaNorda, Bergamo                   | Bergamo             | 2 - 3 | Imoco         | 25-22, 25-17, 16-25, 22-25, 12-15 |
| 19ª giornata - 23 marzo 2014 PalaMondolce, Urbino                 | Robur Tiboni Urbino | 2 - 3 | Bergamo       | 28-26, 17-25, 25-18, 15-25, 11-15 |
| 21ª giornata - 2 aprile 2014 PalaNorda, Bergamo                   | Bergamo             | 3 - 1 | LJ            | 24-26, 25-16, 25-21, 25-23        |
| 22ª giornata - 5 aprile 2014 PalAmico, Castelletto sopra Ticino   | Ornavasso           | 3 - 0 | Bergamo       | 25-22, 25-19, 25-17               |

#### Play-off scudetto
| Quarti di finale (gara 1) - 9 aprile 2014 PalaNorda, Bergamo          | Bergamo       | 0 - 3 | Busto Arsizio | 21-25, 20-25, 11-25 |
| Quarti di finale (gara 2) - 12 aprile 2014 PalaYamamay, Busto Arsizio | Busto Arsizio | 3 - 0 | Bergamo       | 25-17, 25-23, 25-16 |

### Coppa Italia

#### Fase a eliminazione diretta
| Ottavi di finale (andata) - 9 novembre 2013 Sporting Palace, Novara | AGIL    | 3 - 0 | Bergamo | 25-23, 25-16, 25-22                  |
| Ottavi di finale (ritorno) - 17 novembre 2013 PalaNorda, Bergamo    | Bergamo | 3 - 0 | AGIL    | 25-23, 25-21, 29-27 Golden set: 6-15 |
| Quarti di finale (andata) - 26 gennaio 2014 Sporting Palace, Novara | AGIL    | 1 - 3 | Bergamo | 22-25, 23-25, 25-19, 25-27           |
| Quarti di finale (ritorno) - 29 gennaio 2014 PalaNorda, Bergamo     | Bergamo | 3 - 1 | AGIL    | 25-20, 18-25, 25-19, 25-19           |
| Semifinali - 22 febbraio 2014 PalaVerde, Villorba                   | LJ      | 1 - 3 | Bergamo | 23-25, 25-17, 21-25, 26-28           |
| Finale - 23 febbraio 2014 PalaVerde, Villorba                       | River   | 3 - 0 | Bergamo | 25-16, 25-13, 25-17                  |

## Statistiche

### Statistiche di squadra
| Competizione | Punti | In casa | In casa | In casa | In trasferta | In trasferta | In trasferta | Totale | Totale | Totale |
| Competizione | Punti | G       | V       | P       | G            | V            | P            | G      | V      | P      |
| ------------ | ----- | ------- | ------- | ------- | ------------ | ------------ | ------------ | ------ | ------ | ------ |
| Serie A1     | 38    | 11      | 7       | 4       | 11           | 5            | 6            | 22     | 12     | 10     |
| Coppa Italia | -     | 2       | 2       | 0       | 2            | 1            | 1            | 6      | 4      | 2      |
| Totale       | -     | 13      | 9       | 4       | 13           | 6            | 7            | 28     | 16     | 12     |

G = partite giocate; V = partite vinte; P = partite perse

### Statistiche dei giocatori
| Giocatore     | Serie A1 | Serie A1 | Serie A1 | Serie A1 | Serie A1 | Coppa Italia | Coppa Italia | Coppa Italia | Coppa Italia | Coppa Italia | Totale | Totale | Totale | Totale | Totale |
| Giocatore     | P        | PT       | AV       | MV       | BV       | P            | PT           | AV           | MV           | BV           | P      | PT     | AV     | MV     | BV     |
| ------------- | -------- | -------- | -------- | -------- | -------- | ------------ | ------------ | ------------ | ------------ | ------------ | ------ | ------ | ------ | ------ | ------ |
| J. Blagojević | 21       | 199      | 171      | 16       | 12       | 6            | 50           | 38           | 9            | 3            | 27     | 249    | 209    | 25     | 15     |
| E. Bruno      | 10       | -        | -        | -        | -        | 3            | -            | -            | -            | -            | 13     | -      | -      | -      | -      |
| V. Diouf      | 22       | 417      | 359      | 48       | 10       | 6            | 113          | 101          | 6            | 6            | 28     | 530    | 460    | 54     | 16     |
| R. Folie      | 20       | 191      | 137      | 52       | 2        | 6            | 50           | 30           | 19           | 1            | 26     | 241    | 167    | 71     | 3      |
| S. Klisura    | 17       | 34       | 29       | 3        | 2        | 5            | 7            | 6            | 0            | 1            | 22     | 41     | 35     | 3      | 3      |
| S. Loda       | 12       | 129      | 108      | 12       | 9        | 4            | 14           | 14           | 0            | 0            | 16     | 143    | 122    | 12     | 9      |
| L. Melandri   | 17       | 63       | 35       | 25       | 3        | 6            | 22           | 10           | 12           | 0            | 23     | 85     | 45     | 37     | 3      |
| E. Merlo      | 21       | -        | -        | -        | -        | 6            | -            | -            | -            | -            | 27     | -      | -      | -      | -      |
| L. Smutná     | 19       | 24       | 4        | 13       | 7        | 5            | 5            | 0            | 3            | 2            | 24     | 29     | 4      | 16     | 9      |
| F. Stufi      | 21       | 160      | 113      | 41       | 6        | 6            | 15           | 12           | 3            | 0            | 27     | 175    | 125    | 44     | 6      |
| M. Sylla      | 22       | 160      | 128      | 27       | 5        | 6            | 47           | 39           | 5            | 3            | 28     | 207    | 167    | 32     | 8      |
| K. Weiß       | 20       | 23       | 13       | 1        | 9        | 6            | 7            | 5            | 1            | 1            | 26     | 30     | 18     | 2      | 10     |

P = presenze; PT = punti totali; AV = attacchi vincenti; MV = muri vincenti; BV = battute vincenti